# Прошин, Иван Иванович
Ива́н Ива́нович Про́шин (16 октября 1917, с. Снятиново, ныне Александровский район, Владимирская область — 8 сентября 1980, Одесса) — командир танковой роты 85-го танкового батальона 39-й лёгкой танковой бригады 13-й армии Северо-Западного фронта, старший лейтенант, Герой Советского Союза.

## Биография
Родился 16 октября 1917 года в крестьянской семье. Русский. Образование неполное среднее. Два года учился в Борисоглебском зоотехникуме. Работал в колхозе.
В Красной Армии с 1936 года. В 1939 году окончил Горьковское бронетанковое училище. Участник советско-финской войны 1939—1940 годов. Танковая рота под командованием старшего лейтенанта Ивана Прошина за период боёв на выборгском направлении с 6 декабря 1939 года по 13 марта 1940 года участвовала в двадцати двух атаках на укреплённые районы противника, нанеся врагу огромный урон в живой силе и боевой технике.
Указом Президиума Верховного Совета СССР от 7 апреля 1940 года за образцовое выполнение боевых заданий командования на фронте борьбы с финской белогвардейщиной и проявленные при этом отвагу и геройство старшему лейтенанту Прошину Ивану Ивановичу присвоено звание Героя Советского Союза с вручением ордена Ленина и медали «Золотая Звезда» (№ 321).
Во время Великой Отечественной войны с 21 января по 4 ноября 1942 года подполковник Прошин командовал 79-й танковой бригадой, а с 10 августа 1943 года по 17 января 1945 года — 155-й танковой бригадой 20-го танкового корпуса 5-й гвардейской танковой армии 2-го Украинского фронта.
Танкисты 155-й танковой бригады Прошина в конце января 1944 года прорвали фронт вражеских войск и соединились с войсками 1-го Украинского фронта, сомкнув кольцо вокруг гитлеровской группировки, окружённой в районе города Корсунь-Шевченковского, освободив города Шпола и Звенигородка Черкасской области Украины.
На заключительном этапе войны гвардии полковник Прошин, командуя 62-й гвардейской танковой бригадой 10-го гвардейского Уральского добровольческого танкового корпуса 4-й гвардейской танковой армии 1-го Украинского фронта, принимал активное участие в Берлинской и Пражской операциях советских войск.
После победы над гитлеровской Германией ветеран двух войн продолжал службу в армии. С 1953 года полковник Прошин И. И. — в запасе. Жил в Одессе. Скончался 8 сентября 1980 года.